# Vereniging van de Belgische Muziekpers
De Vereniging van de Belgische Muziekpers (VBMP, Frans: Union de la Presse Musicale Belge of UPMB) streeft naar het bevorderen van onderlinge hulp en collegialiteit tussen haar leden. Daarnaast heeft de vereniging als doel om steun te bieden aan de verspreiding van werken van Belgische componisten en aan de prestaties van Belgische kunstenaars, zowel nationaal als internationaal.
Het huidige leiderschap van de Vereniging van de Belgische Muziekpers bestaat uit Patrice Lieberman (Crescendo Magazine en bachtrack) als voorzitter en Roger Creyf (Klassiek Centraal) als secretaris.

## Geschiedenis
1953: Op 11 april 1953 werd onder voorzitterschap van Arthur Michel de vereniging opgericht. 
1974: De Caecilia Prijzen worden in het leven geroepen onder impuls van toenmalig voorzitter Albert De Sutter (1917-1990), muziekcriticus verbonden aan de Gazet van Antwerpen. Deze worden elk jaar toegekend aan de beste grammofoonplaten die gedurende het voorbije jaar op de Belgische platenmarkt te koop werden aangeboden. Bovendien wordt elk jaar een afzonderlijke en speciale ‘Prijs René Snepvangers’ toegekend aan de beste Belgische opname.
1979: 25 jaar VBMP wordt gevierd met een galaconcert in de Elisabethzaal Antwerpen en in aanwezigheid van koningin Fabiola en minister Nederlandse Cultuur Rika De Backer, met een optreden van Jessye Norman. Later kwam er bij de Caecilia Prijzen een "Albert De Sutter prijs" voor de beste historische opname.
1998: Voorzitter wordt Erna Metdepenninghen van de vzw VBMP/UPMB (publicatie Staatsblad 26/11/1998)
1999: kleine wijzigingen van de statuten komen er op 30 november 1999 o.a. Martine Mergeay die secretaris FR wordt en Marleen Spaepen secretaris NL.
2005: Die vzw uit 1998 heeft dan in 2005 besloten haar statuten integraal te wijzigen (neergelegd bij de rechtbank van Koophandel Gent op 21 december 2005 en gepubliceerd in het Staatsblad op 3/1/2006).
2010: Onder nieuw voorzitterschap van Michel Hambersin komen Jean Lacroix en Roger Creyf in het bestuur als NL en FR secretaris (publicatie Staatsblad 10/12/2010).
2016: Voorzitter wordt Martine Mergeay en de zetel wordt verplaatst naar haar adres (beslissing AV 28/5/2014 en publicatie Staatsblad 19/09/2016).
2018: voorzitter wordt Patrice Lieberman en de zetel wordt verplaatst naar zijn adres (beslissing AV 15/01/2018 en publicatie Staatsblad 23/12/2020).

## Caecilia Prijzen
In de buitengewone Algemene Vergadering van 3 november 1974 nam de Vereniging van de Belgische Muziekpers het besluit om jaarlijks prijzen toe te kennen aan uitmuntende muzikale opnames, ongeacht het type muziekdrager of de verkoopcijfers op de Belgische markt gedurende het afgelopen jaar.
Deze onderscheidingen, bekend als de "Caecilia Prijzen", hebben tot doel de productie en verspreiding van hoogwaardige opnames te bevorderen.

### Hoe worden de prijzen toegekend door de Vereniging van de Belgische Muziekpers?
Elk lid van de vereniging dient een lijst in met zijn of haar favoriete cd's en dvd's die in het afgelopen jaar zijn uitgebracht, met een minimum van 10 en een maximum van 40 opnames. De jury verzamelt en rangschikt de stemmen, waarna er een periode van bedenktijd volgt om eventuele ontbrekende informatie aan te vullen, zoals het bestellen, verspreiden en beluisteren van genomineerde opnames die sommige juryleden mogelijk nog niet hebben ontvangen. Tijdens een tweede vergadering wordt besloten welke 10 opnames (zowel cd als dvd) de Caecilia Prijzen ontvangen. Daarnaast kunnen nog specifieke onderscheidingen worden toegekend, zoals de Snepvangersprijs voor een Belgische productie, een speciale prijs voor een 'coup de coeur' van de jury, de Albert De Sutter Prijs voor een historische opname en een carrièreprijs. Hoewel de jury de ambitie heeft om ook grote internationale prestigeproducties te erkennen, ligt de focus van de Caecilia Prijzen op het belichten van nieuw talent, buitengewone repertoirekeuzes en gedurfde projecten.

### Winnaars: Jonge Musicus van het Jaar
- 2024: Esther-Elisabet Rispens (sopraan)
- 2023: Maya Levy (viool)
- 2022: Sarah Bayens (viool)
- 2021: Sarah Defrise (sopraan)
- 2020: Beniamino Paganini (klavecimbel)
- 2019: Sylvia Huang (viool)
- 2018: Emma Posman (sopraan)
- 2017: Florian Noack (piano)
- 2016: Reinoud van Mechelen (tenor)
- 2015: Jodie Devos (sopraan)
- 2014: Korneel Bernolet (klavecimbel)
- 2013: Stefan Prins (componist / piano)
- 2012: Sébastien Walnier (cello)
- 2002: Mikko Franck (dirigent / viool)

### Winnaars: Snepvangersprijs
- 2023: Tsilogiannis - S’élancer (Ensemble Sturm und Klang, Thomas Van Haeperen, Clara Inglese, Lorenzo Caròla - Cypres)
- 2022: Franck - Complete Orchestral Works (Philharmonique Royal de Liège, Christian Arming, Pierre Bleuse, Gergely Madaras, Hervé Niquet, François-Xavier Roth Florian Noack, Cédric Tiberghien Chœur de Radio France, Lionel Show - Fuga Libera)
- 2021: Lassen - Lieder & Mélodies (Reinoud Van Mechelen, Anthony Romaniuk - Musique en Wallonie)
- 2020: Bernard Foccroulle - E vidi quattro stelle (InAlto - Fuga Libera)
- 2019: A Tribute to Ysaÿe (Queen Elisabeth Music Chapel - Fuga Libera)
- 2018: Boesmans: Pinocchio  (Orchestre Symphonique de la Monnaie - Cyprès)
- 2015: Boesmans: Au Monde (Orchestre Symphonique de la Monnaie - Cyprès)
- 2014: Ysaÿe - The Complete Sonatas for Violin, Sonata for 2 Violin (Tedi Papavrami - Zig Zag Territoire)
- 2008: André Laporte

### Winnaars: Carrièreprijs
- 2022: Jacqueline Fontyn
- 2016: Sigiswald Kuijken voor zijn inzet voor de vroege muziek
- 2015: Harry Halbreich

### Winnaars: Speciale "coup de coeur"-prijs van de jury
- 2022: Ludwig van Beethoven - Symphonies 6 à 9 (Sara Gouzy, Laila Salome Fischer, Mingjie Lei, Manuel Walser Le Concert des Nations, La Capella Nacional de Catalunya Jordi Savall - Alia Vox)

- 2020: Ludwig van Beethoven - Intégrale des Sonates pour piano (André De Groote - Et’cetera)
- 2014: La Discothèque idéale de Diapason II - Frédéric Chopin (onder leiding van Gaëtan Naulleau)

### Winnaars: Prijs Albert de Sutter
- 2023: Alfred Dubois (Musique en Wallonie)
- 2021: Poot - Symphonies Nos. 1-7 (Naxos)
- 2020: Masters of the German Baroque (Ricercar)

### Winnaars: Hendrik Caspeel Operaprijs
- 1990: Guy De Mey[3]